# Peterslahr
Peterslahr est une localité allemande située dans le land de Rhénanie-Palatinat et l'arrondissement d'Altenkirchen (Westerwald).
Le village comptait 293 habitants en 2019

## Situation géographique
Peterslahr se situe au bord de la rivière Wied dans le paysage de « Lahrer Herrlichkeit », à environ 5 km au sud-ouest de la localité de Flammersfeld. Le village est accessible par la route départementale L267 qui serpente en vallée de la Wied. La plus haute élévation de Peterslahr est formée par le Menzenberg à 293 m d'altitude. Le territoire de la commune se trouve dans le parc naturel Rhin-Westerwald.

## Histoire
Le lieu est mentionné pour la première fois en 1314 dans un contrat de séparation, le « Sayner Teilungsvertrag ». Le nom initial donné à l’endroit était « Laere », mais également « Nydernlahre ».
Du fait d’une relique de Saint Pierre (Sankt Peter en allemand) conservée dans l’église du village, le nom de Peterslahr s’ést établi, puis mentionné ainsi dès 1556 dans les écrits de l’église.
À la fin du Moyen Âge et jusqu’en l’an 1664, Peterslahr fit partie de la seigneurie de Horhausen dans le comté d'Isembourg. Après l’extension de la lignée des seigneurs, le lieu retourna dans l’électorat de Trèves en tant que fief vacant.
En 1803, Peterslahr alla à la principauté de Nassau-Weilbourg, en 1806 au duché de Nassau et en 1815 au royaume de Prusse. Le village était alors attribué à la marie de Flammersfeld dans le nouveau arrondissement de Altenkirchen, qui fit partie de la province rhénane dès 1822.

## Patrimoines culturels

### Église St. Petrus de Peterslahr
Église paroissiale construite dans sa version actuelle en 1900/01.
Elle fut mentionnée pour la première fois en 1326. Du bâtiment initial subsistent le baptistère et la partie inférieure du clocher. La nef et le chœur furent rebâties en 1900 selon leur forme initiale.

### Le puits du «Petersborn»
C’est un puits de 1556 qui fut restauré en 2001. Il se situe au seul croisement du village, celui de la rue principale « Wiedtalstrasse » (L269) avec la montée de la Bergstrasse (K6) vers le village voisin de Eulenberg. 

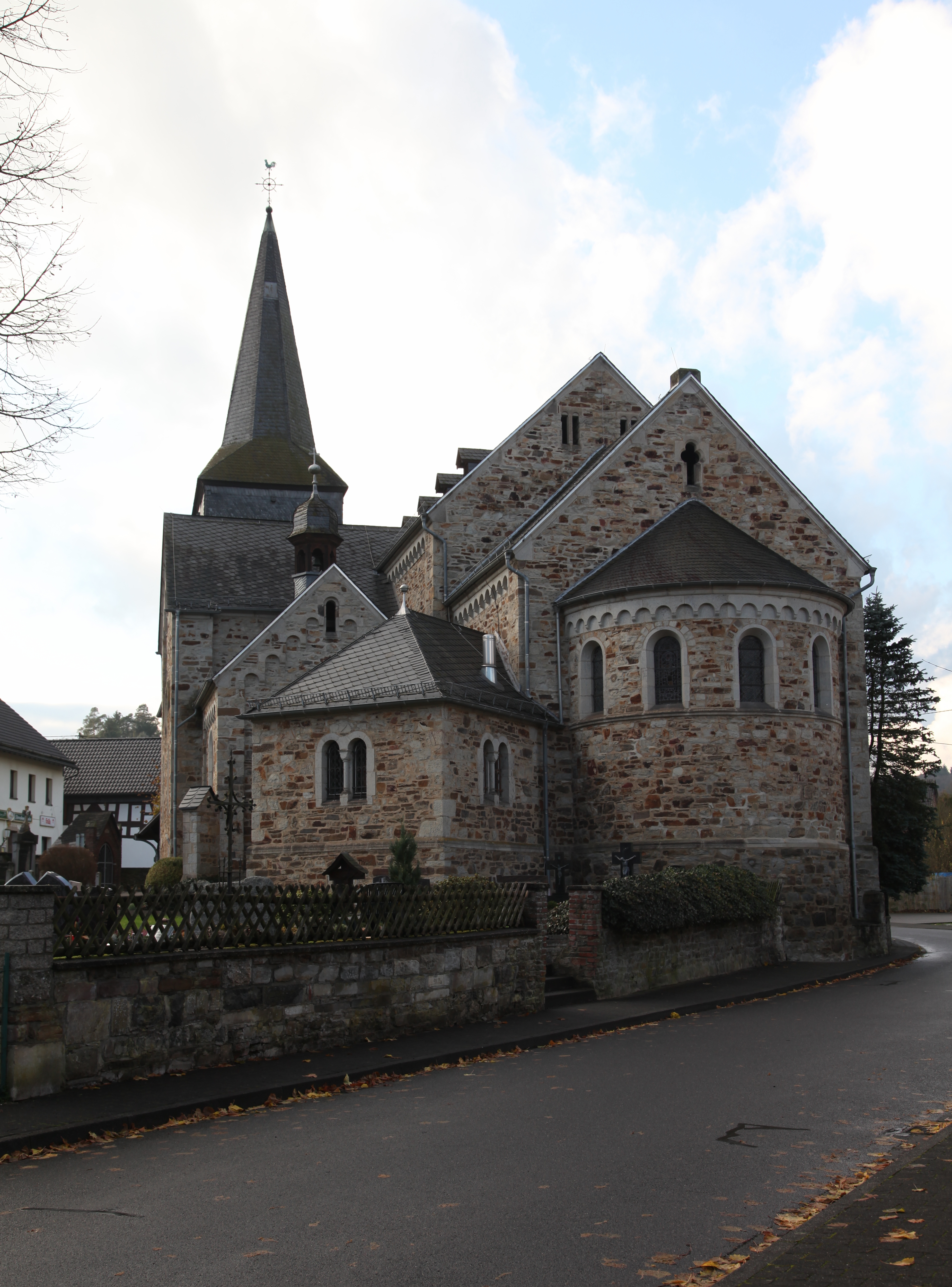
Église paroissiale St. Petrus
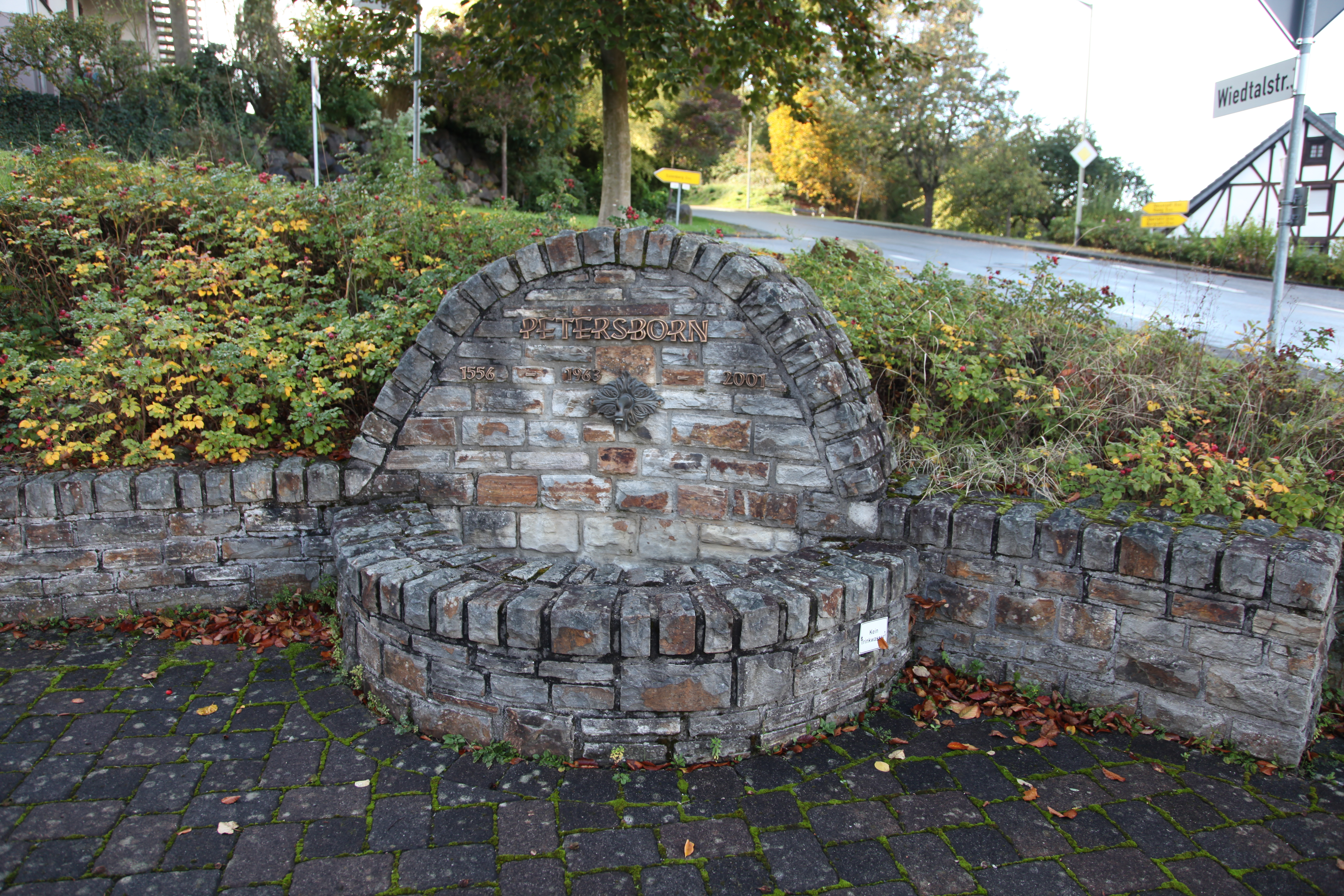
Puits du Petersborn

## Entreprises
- Stoneland GmbH
- Morlock Motors, voir Mécanos Express